# Paynes Creek (Californie)
Paynes Creek est une census-designated place du comté de Tehama, dans l'État de Californie, aux États-Unis,. En 2020, elle compte une population de 54 habitants.